# Acadia Parish
Acadia Parish je civilní farnost ve státě Louisiana ve Spojených státech amerických. K roku 2010 zde žilo 61 773 obyvatel. Správním městem okresu je Crowley. Celková rozloha okresu činí 1 703 km².